# 2013 Tucapel
A 2013 Tucapel (ideiglenes jelöléssel 1971 UH4) a Naprendszer kisbolygóövében található aszteroida. University of Chile fedezte fel 1971. október 22-én.